# Filicampus tigris
Filicampus tigris är en fiskart som först beskrevs av François Louis Nompar de Caumont de Laporte 1879.  Filicampus tigris ingår i släktet Filicampus och familjen kantnålsfiskar. Inga underarter finns listade i Catalogue of Life.